# Lükurgosz (spártai arkhón)

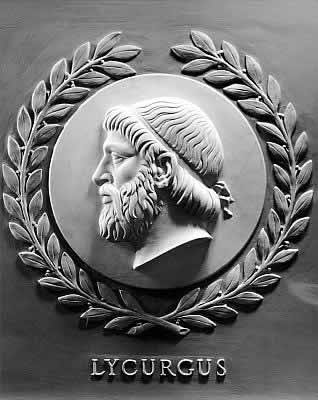
Lükurgosz márvány domborműve az Amerikai Egyesült Államok Capitoliumának képviselőházában.

Lükurgosz (görög betűkkel: Λυκοῦργος) az i. e. 8. században élt törvényhozó Spártában. Nevéhez fűződik a spártai állam alkotmányának megalkotása, mely hosszú évszázadokig szinte változatlan formában állt fenn. Lükurgosz alakjáról kortárs írásos forrás vagy más, kézzelfogható tárgy nem maradt fenn, Plutarkhosz csupán egy Delphoiban látható diszkoszról számol be, amelyre Lükurgosz neve volt rávésve. Ezért is gondolták már többen az ókorban is, hogy csak mondai személy. Bertrand Russell állítása szerint is mitológiai alak volt, akinek mondája Árkádiából került Spártába, szerinte Lükurgosz Zeusz szerepét betöltő helyi isten lehetett. Állítását a név jelentésére alapozza: „farkasűző”. Mitológiai voltát hangoztatta Eduard Meyer is az 1880-as években. Ezt a megállapítást vették át a kortárs magyar ókortudósok is, köztük az Ókori lexikon szerkesztője, Pecz Vilmos. A mai történetírás általában elfogadja valós történeti létét, és hajlik arra is, hogy több tekintetben Plutarkhosznak adjon igazat.

## Élete Plutarkhosz szerint

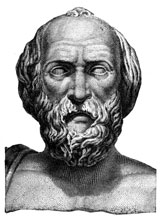
Lükurgosz

Plutarkhosz Párhuzamos életrajzaiban többek közt arról olvashatunk, hogy apjának, Eunomosznak és bátyjának, Polüdektésznek a halála után neki kellett elfoglalnia a trónt. Nyolc hónapig volt csak király, mert önként lemondott, mikor megtudta, hogy bátyjának özvegye terhesen maradt. A becsületes ifjú férfi egy percig sem tétovázott, hogy átadja a trónt, ha fiúgyermek születik. Az özvegynek viszont más tervei voltak, ő Lükurgosz hitvese szeretett volna lenni, ezért el akarta hajtani a magzatot. Lükurgosz színleg azzal támogatta, hogy neki lesz gondja a gyermekre, csak el ne hajtsa veszélyes szerekkel. Fiúgyermek született, aki a Kharilaosz (jelentése: a nép öröme) nevet kapta.
Lükurgosz, miután Kharilaoszt biztonságban tudta, egyszerű polgárként élt, azonban a sértett özvegy és rokonai ellene hangolták Spárta népét. Lükurgosz ezért az önkéntes száműzetést választotta. Ióniai, krétai és egyiptomi utazásai során a megismert törvényekből tanulva álmodta meg Spárta leendő alkotmányát. Krétán ismerkedett meg Thalésszal, aki költő és törvényhozó volt. Thalészt Spártába küldte azzal a céllal, hogy készítse elő a nép szívét hazafias költeményeivel.
A spártaiak időközben nagyon hiányolták a bölcs ifjút, különösen, mivel ártatlansága kiderült, s több ízben üzentek érte. Lükurgosz végül hazatért, pártfogókat keresett a gazdag polgárok között. Kikérte a püthia szavát is. Eleinte ármánynak gondolták, amiket be akar vezetni, de Lükurgosz okosan meggyőzte őket reformjainak jogosságáról. Így kezdte meg munkáját.
A spártai állam leírása után Plutarkhosz leírja, hogyan halt meg Lükurgosz. A legenda szerint Lükurgosz, mikor elégedett lett a reformokkal, bejelentette, hogy Delphoiba megy kikérni Apollón szavát. Mielőtt elment, mindenkit megesketett a királyoktól a utolsó polgárig, hogy megtartják a törvényeket, míg vissza nem tér. A püthia azt mondta neki, hogy az isten elégedett a törvényekkel. Ekkor döntött a saját haláláról is. Többé nem vett táplálékot magához, hogy halálával is az államot szolgálja. Spártába sem tért vissza, a hagyomány szerint Krétára utazott, ahol hamvait a tengerbe szóratta, hogy ne mondhassák el, ha holtában is, de visszatért.

## A történeti Lükurgosz
Németh György jegyzi meg, hogy Lükurgoszról nemhogy kézzelfogható adat, de Kr. e. 5. század előtti írásos forrás sem maradt fenn. Fennmaradt a Rhétra szövege, mely a spártai törvényeket tartalmazza, de ebben sincs Lükurgosz neve vagy akár csak egy utalás arra, hogy egyetlen személyhez fűződik a törvény megalkotása. Lükurgosz első említése Hérodotosznál található:
Eljöttél ma tehát dús szentélyembe, Lükurgosz,
Zeusz akit úgy kedvel s valamennyi olümposzi isten.
Mondjalak istennek, jósolva, vagy emberi lénynek?
Úgy hiszem én, inkább istenség vagy te, Lükurgosz!
Ezután foglalkoznak csak vele görög kronológusok, a Kr. e. 884. évet megjelölve működésének. Azt azonban Plutarkhosztól is tudjuk, hogy leginkább ennek időpontjában nem tudtak megegyezni. Lükurgoszt említik Homérosz kortársaként, Iphitosz kortársaként, de jellemző, hogy Iphitosznak, akihez az olümpiai játékok bevezetését kötik, szintén megkérdőjelezték történeti létét.
Lükurgosz működése és a spártai állam különösen az athéni Szókratész-tanítványok szemében értékelődött fel, ezek ugyanis gyűlöltek mindent, ami athéni. Kritiasz töredékben fennmaradt alkotása (A lakedaimóniak állama) például a nevetségességig magasztalta a spártai államot (ti. itt még a cipő és a ruha is jobb, egészségesebb). Xenophón szintén ilyen című művében a spártai állam egészének kitalálójaként Lükurgoszt nevezi meg. A Xenophón-korabeli Spárta azonban megközelítőleg sem úgy nézett ki, mint a Kr. e. 8. századi. Ez viszont az egyetlen fennmaradt kortárs beszámoló Spártáról.

## Életműve, a neki tulajdonított alkotmány
Lükurgosz intézkedései közül első és legfontosabb a vének tanácsa, a gerúszia felállítása volt, amivel korlátozta a királyok hatalmát. A geruszia 28 vénből és a két királyból álló testülete döntött a legfontosabb ügyekben. A tanács tagjait életfogytig választották aszerint, hogy kinek jutott nagyobb tapsvihar. A reformokat viszonylag könnyen hajtották végre, Kharilaosz is a támogatók közé tartozott. Mivel Lükurgosz a nép bizalmát már korábban, a trónról való lemondással elnyerte, így csak csekély számú zendülőtől kellett tartania. Ezek egyike rá is támadt egy bottal, és megsebesítette Lükurgosz szemét. A támadó elszégyellte magát, büntetésül Lükurgosz házában kellett engedelmességet tanulnia (amennyire ez büntetésnek mondható). Lükurgosz meggyógyult szeméért hálából templomot építtetett Athénének. Plutarkhosz szerint olyan vélemény is volt, hogy szeme nem gyógyult meg.
Bevezette a népgyűlést (amit az ókorban sohasem hívtak apellának). Ezen minden spártai polgár részt vehetett. Rendszerint nem zárt épületben tartották, mert, mint ahogy Plutarkhosz is megírta, az épület díszítése Lükurgosz szerint elvonja a figyelmet.

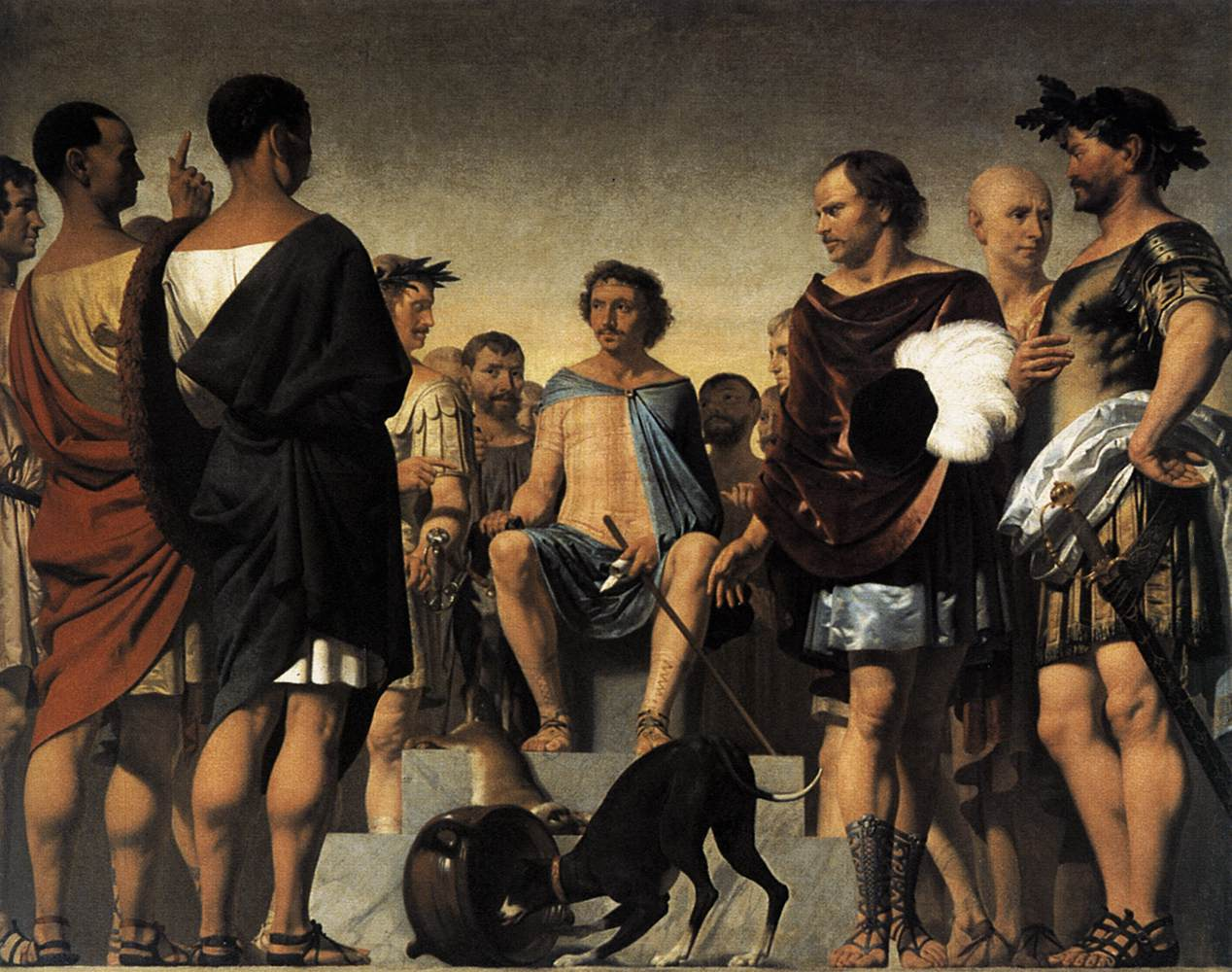
Caesar van Everdingen festménye Lükurgoszról

Hamarosan további reformokra került sor. Ezüstpénz helyett ecettel edzett egyszerű vasnyárspénzt (obelosz) vezetett be, hogy az erre a célra szánt vasat másra ne lehessen használni, a külfölddel történő kereskedelem így elsorvadt. Lükurgosz ezzel is el kívánta szigetelni Spártát, mert a spártai pénz máshol értéktelen volt, azonkívül, mivel nem érme formájú volt, hanem rudakba öntötték, súlyos is, úgyhogy nagyobb mennyiség felhalmozása sem volt értékes, inkább fölösleges. Spárta önellátóvá vált, de ezt csak folyamatos hódításokkal tarthatta fenn. Lükurgosz ezért militarizálta a polgárokat, szigorú nevelési rendszert (agogé) vezetett be. A fiúgyermekeket az állam tulajdonává nyilvánították, a várostól távol eső helyen oktatták őket írásra-olvasásra, zenére és harcra. Mindezekben az intézkedésekben csak a polgárok részesültek. Nem számítottak polgároknak a meghódított városok lakói és a Spártát körüllakó peroikoszok, akik iparral foglalkoztak, ami a spártaiaknak tilos volt, valamint a helóták, a meghódított akhájok. Ám ez a kisebbség uralma volt a többség felett, így a polgárjoggal nem rendelkezőknek állandó megfélemlítésben kellett élniük, hogy az államrendszer fennmaradjon.
A létrejövő arisztokratikus köztársaságot Lükurgosz földosztással is megerősítette. A nép támogatta és nagy tiszteletben részesült. Törvényeit, az úgynevezett rhétrákat, melyeket a vének tanácsával fogadtatott el, nem adta írásba, esküvel erősíttette meg inkább. Egyik rhétrája éppen az írásban rögzített törvényeket tiltotta.
Egy másik rhétrában a spártai ház berendezéséről rendelkezett: csak két szerszámot lehetett használni építkezéskor és bútorkészítéskor, fűrészt és baltát. Ezzel a fényűzés ártalmas szokását szüntette meg. A spártaiak jelleme így edződött.
További kisebb intézkedéseket hozott, ezek közé tartozik a közös étkezések (szüsszitia) bevezetése. A szüsszitián minden spártai polgárnak részt kellett vennie. 10-15 fős asztaltársaságok alakultak ki, ezzel leginkább egy városi szintű tábori ebédhez vált hasonlóvá. A közös étkezések erősítették leginkább a spártaiak hazaszeretetét, mivel ilyenkor beszélgettek legtöbbet. Beszédkultúrájukat a lakonikus beszéd jellemezte, melyet a hagyomány természetesen Lükurgoszig vezet vissza.
Lükurgosz alkotmányához tartozik az ephoroszi tisztség bevezetése is, bár ezt Plutarkhosz és Schiller szerint is csak később vezették be. Az ephoroszokat a polgárok közül választották egy évre. E tisztség is a királyok feletti ellenőrzést szolgálta.
Lükurgoszról így ír Iustinus történetíró:
Lycurgus ugyanis, noha testvére, Polydectes spártai király után ő következett utódként, és a királyságot magának követelhette volna: mikor annak utószülött fia, Carillus serdülőkorba jutott, a legnagyobb becsületességgel mégis visszaadta neki a királyságot, hogy mindenki belássa, becsületes emberek között mennyivel többet nyom a latban a tisztesség minden hatalomnál.

 A közbeeső időben, míg a gyermek felnőtt, és Lycurgus fölötte a gyámság tisztét ellátta, törvényeket adott a spártaiaknak, akik ilyesmivel nem rendelkeztek. Nem annyira azok kitalálása miatt, mint inkább példaadása következtében vált híressé. Ugyanis egyetlen törvényében sem írt elő mások számára olyasmit, amiről a maga életével ne tett volna előbb tanúbizonyságot. A népet a főemberek iránti engedelmességre, a főembereket a hatalom igazságos gyakorlására tanította. Mindenkit takarékosságra intett, mivel azt gondolta, hogy a katonáskodás fáradalmai az állandó egyszerű életmód megszokása folytán könnyebben elviselhetőbbé válnak. Elrendelte, hogy az egyes dolgokat ne pénzen vásárolják, hanem az árucikkek cseréjével szerezzék be. Az arany és ezüst használatát, mint minden bűn szülőanyját, megszüntette.

III. Az állam kormányzását megosztotta az egyes rendek között: a királyokra bízta a háborúk fölötti döntés jogát, a tisztviselőkre a bíráskodást és évenként változó utódaik kijelölését, a tanácsra a törvények fölötti őrködést, a népet pedig a tanács megválasztásának és a tisztviselők kijelölésének a jogával ruházta fel. Az összes földet egyenlően osztotta fel az egész lakosság között hogy így a birtokegyenlőség senkit se tegyen hatalmasabbá a másiknál. Elrendelte, hogy mindnyájan közösen étkezzenek, hogy senkinek se lehessen titokban vagyona, és titokban senki se dőzsölhessen. Az ifjaknak évente öltözék ruhánál többet nem engedélyezett, s azt sem engedte, hogy egyik a másiknál díszesebb ruhában járjon s bőségesebben étkezzék, hogy egymás utánzása ne váljék fényűzésé. Elrendelte, hogy a felserdült gyerekeket ne a közélet színhelyére, hanem a mezőkre vigyék, hogy első éveiket ne elpuhultságban, hanem munkába és fáradalmak között töltsék; nem engedte, hogy alváskor bármit maguk alá terítsenek, s elrendelte, hogy kényeskedés nélkül éljék életüket, és ne térjenek előbb vissza a városba, csak amikor már férfiak lettek.

Elrendelte, hogy a hajadonok hozomány nélkül menjenek férjhez, hogy bennük a feleséget válasszák és ne a pénzüket, s hogy férjeik szigorúan tartsák meg a házasságot, mivel a hozomány immár nem befolyásolja őket. Úgy intézkedett, hogy a legnagyobb tisztelet ne a gazdagokat és hatalmasokat övezze, hanem az öregeket, kit-kit életkora szerint, s valóban: sehol a földkerekségen nagyobb tiszteletben nem részesült az öregkor.

Lycurgus, mivel látta, hogy ezek a korábbi, lazább erkölcsökhöz képest kemény intézkedések, hogy a vallásos félelem segítségével győzze le a húzódozást a törvényekhez való alkalmazkodástól, először úgy állította be, mintha ezeknek a delphii Apollo volna szerzőjük, és onnan hozta magával őket az istenség parancsára. Azután, törvényeinek örök érvényt kívánván biztosítani, esküvel kötelezte a várost, hogy belőlük semit se változtassanak meg mindaddig, amíg vissza nem tér, és azt színlelte, hogy a delphii jóshelyre megy, ott kérni tanácsot, miit kell még törvényeiben pótolnia, vagy változtatnia rajtuk. Valójában Cretára távozott, és ott élt örökös száműzetésben, amikor pedig haldoklott, megparancsolta, hogy csontjait dobják a tengerbe, nehogy vissza találják szállítani őket Lacedaemonba, mert a spártaiak akkor felmentve éreznék magukat esküjük vallásos kötelékétől, és érvénytelenítenék törvényeit.

## Lükurgosz az utókor szemében

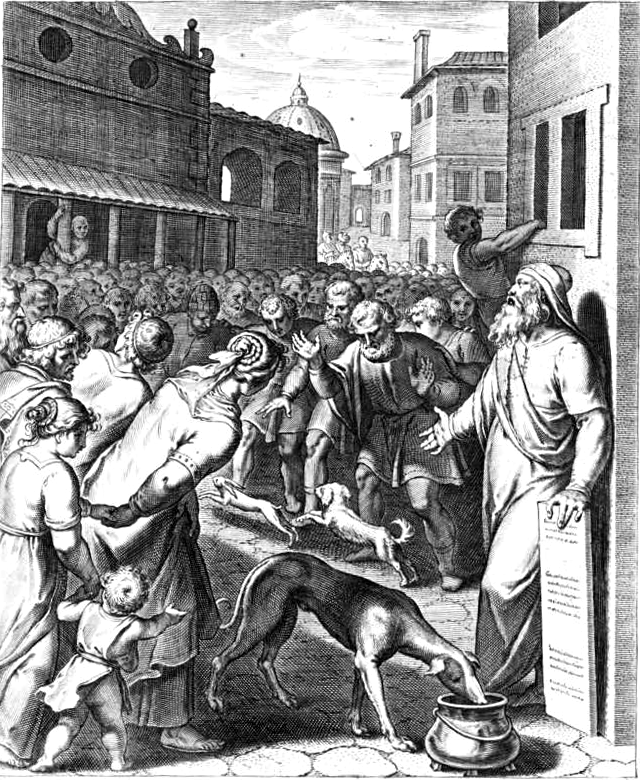
Lükurgosz és a két kutya – a hazaszeretet példázata

Lükurgosz életműve már az ókori görögöket csodálatba ejtette, különösen az athénieket. Xenophón számos művében méltatja a spártai államot. Platón ezzel szemben megkérdőjelezi Lükurgosz működését. Szerinte Lükurgosz nem azért ment először Delphoiba, hogy megkérdezze Apollónt, jók-e a törvények, hanem egyenesen a püthiát kérte meg törvények alkotására. Xenophón szerint ez viszont kizárt. Platón így írja a Phaidrosz című dialógusában:

Szókratész: Nos, ha egy szónok vagy egy király képes rá, hogy egy Lükurgosz vagy Szolón vagy Dareiosz hatalmával halhatatlan legyen államában, mint beszédíró, nyilván már életében hasonlónak tartja magát az istenekhez, s így vélekedik róla az utókor is, látva műveit.
Phaidrosz: Nagyon is így van.
Ezekhez hozzá kell még venni azt a tényt is, hogy Lükurgosz történeti létét egyesek már az ókorban sem vették komolyan, mások egyenesen megcáfolták. A Szókratész filozófiáján és a demokrácia bírálatán felnőtt athéniek Spártában ideális államot láttak, s ezt Lükurgosz személyéhez kapcsolták. Türtaiosz, Spárta költője egy költeményében leírja az állam berendezkedését, Lükurgoszról azonban nem szól. Plutarkhosz ellenben leírja, hogy Türtaiosz szerint Lükurgosz a Hérakleidák nemzetségéből származott.
A hellenizmus idején Spártában újra reformot kellett végrehajtani a polgárjoggal rendelkezők egyre csökkenő és az adóssággal rendelkezők egyre növekvő aránya miatt. Három reformer király lépett fel, mindhárman Lükorgoszra hivatkozva legitimálták tevékenységüket. Ezt nevezik spártai csodának. A spártai csoda alapja azonban inkább a cinikus és sztoikus filozófia, mint Lükurgosz tisztelete.
A római korban sok államelmélet foglalkozott a spártai alkotmánnyal (Cicero, Polübiosz). Ezek az írások az alkotmány kevert formáját dicsérték, többnyire személyesen Lükurgosznak tulajdonítva a kitalálását.
Niccolò Machiavelli A fejedelem című munkájában írja, hogy a három hatalmi ág kölcsönös ellenőrzése Spártában valósult meg leginkább, s ez Lükurgosznak köszönhető.
Az újkorban a műveltség részévé vált az antikvitás ismerete, irodalmi művek, nem ókortörténeti tárgyú értekezések gyakran említik Lükurgosz és Szolón nevét (pl. Miguel de Cervantes híres műve, Az elmés nemes Don Quijote de la Mancha második könyve; Wesselényi Miklós: Balítéletekről c. munkjája; Vajda János).
A felvilágosodásban kétféle Lükurgosz-recepció különíthető el. Schiller Szolón és Lükurgosz című történelmi esszéjében mélyen elítéli az alkotmányt, többek közt az általános emberi kapcsolatok (atyai, anyai, fiúi szeretet) hiányát rója fel. Azt azonban elismeri, hogy az a maga nemében tökéletes. Szerinte Lükurgosz és Szolón közül Szolón törvényei állnak az emberiség szolgálatában. Lükurgoszt azért is megrója, amiért az állam önérdekeit tartotta szem előtt, s a spártaiaktól eleve elvette az eszmei és művészeti fejlődés lehetőségét. Schiller az emberi kapcsolatok Plutarkhosz szövege alapján vélt elkorcsosodását jogosan vetette fel, mivel ő a kortárs polgárság szemszögéből látta és láttatta a dolgokat.
A másik álláspontra jó példa Jean-Jacques Rousseau nézete, aki már hétévesen megismerte a Plutarkhosz-féle életrajzot. Több írásában magasztalta Spártát, visszasírta azokat az időket, amikor az alkotmány életben volt. Legjobban a nevelési rendszer tetszett neki, de leminősítenénk Rousseau-t, ha csak ezt ragadnánk ki nézeteiből. Az alkotmányt nemcsak tökéletesnek és követendőnek gondolta, hanem a demokrácia egyetemes példájának. Külön fejezeteket írt az ideális törvényhozóról, ezt az ideális törvényhozót pedig Lükurgoszról mintázta.
Schiller korában, a klasszicizmus idején a képzőművészetnek is kedvelt témája volt a két klasszikus görög törvényhozó, Szolón és Lükurgosz. Ezek a művek a klasszicista festészet szép példái.
Lükurgosz ábrázolása számos kormányépületben megtalálható az Amerikai Egyesült Államokban. Egyike a washingtoni Capitolium képviselőházában látható, márvány domborműveken megörökített 23 történelmi törvényhozónak, akiknek az utókorra hagyott öröksége az Egyesült Államok törvényhozásának alapját képezik.
A felvilágosodás Lükurgosz-képe egyértelműen a Plutarkhosz-szövegből táplálkozott. Ezt a képet ingatta meg Eduard Meyer ókortörténész a 19. század második felében, mikor azt bizonygatta, hogy Lükurgosz csupán mondai személy. A vélemények Lükurgosz történeti létét illetőleg innentől kezdve oszlanak meg. Bertrand Russell, miközben a nyugati filozófia történetét írta meg, külön fejezetet szentelt Spártának, mert a városállam valósága és mítosza egyaránt hatott a görög gondolkodásra. Spártát kizárja abból a körből, amelynek tagjai tevékenyen hozzájárultak az emberiség fejlődéséhez.
Lükurgoszt a mai történettudomány úgy kezeli, mint Homéroszt, alakjáról azonban mindmáig nem írtak összefoglaló monográfiát.